# Puchar Świata w skokach narciarskich 1985/1986
Puchar Świata w skokach narciarskich 1985/1986 – 7. edycja Pucharu Świata mężczyzn w skokach narciarskich, która rozpoczęła się 7 grudnia 1985 w Thunder Bay, a zakończyła 23 marca 1986 w Planicy.

## Zwycięzcy

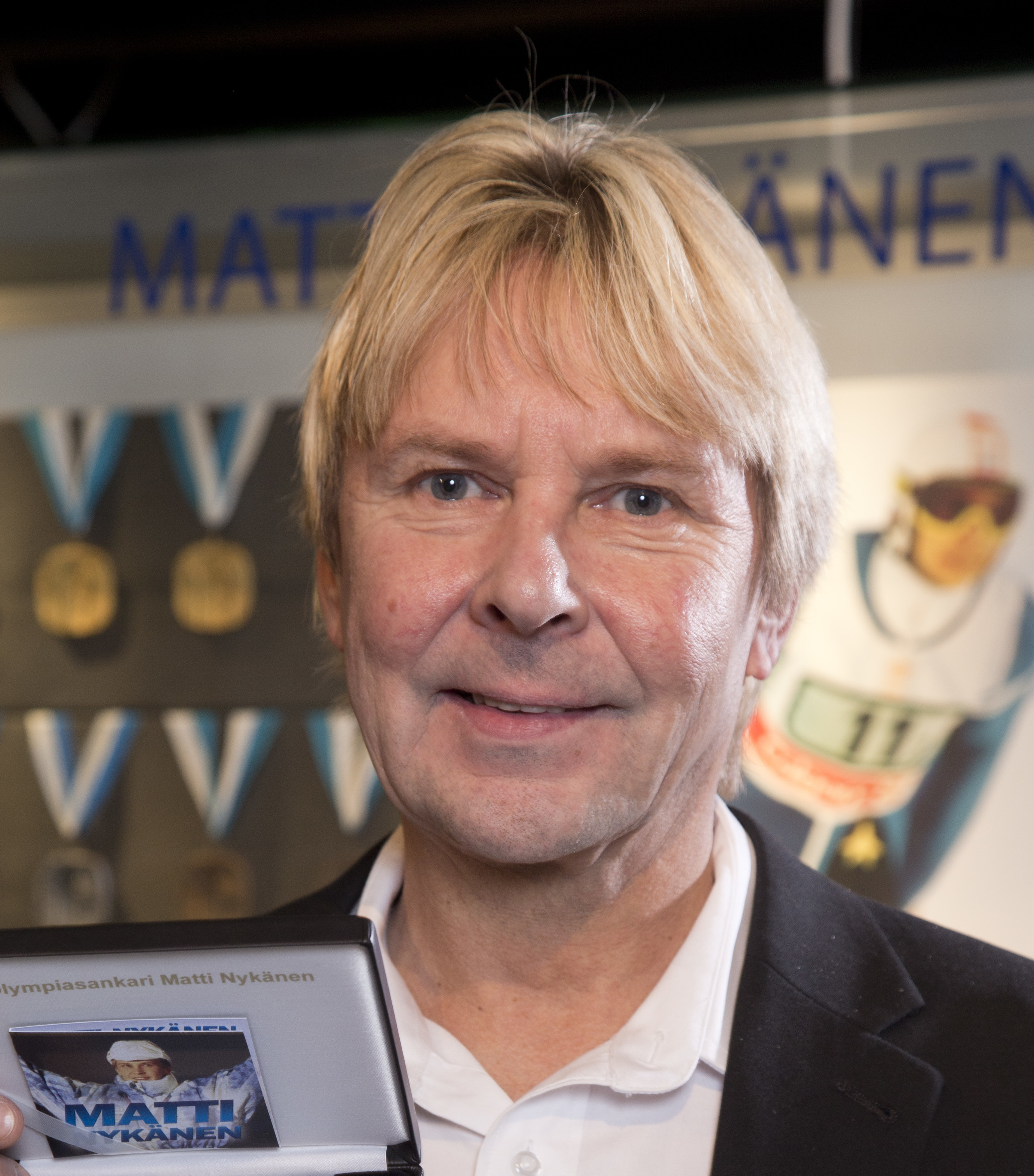
Matti Nykänen zwycięzca klasyfikacji generalnej Pucharu Świata oraz zwycięzca 23. Turnieju Czeskiego
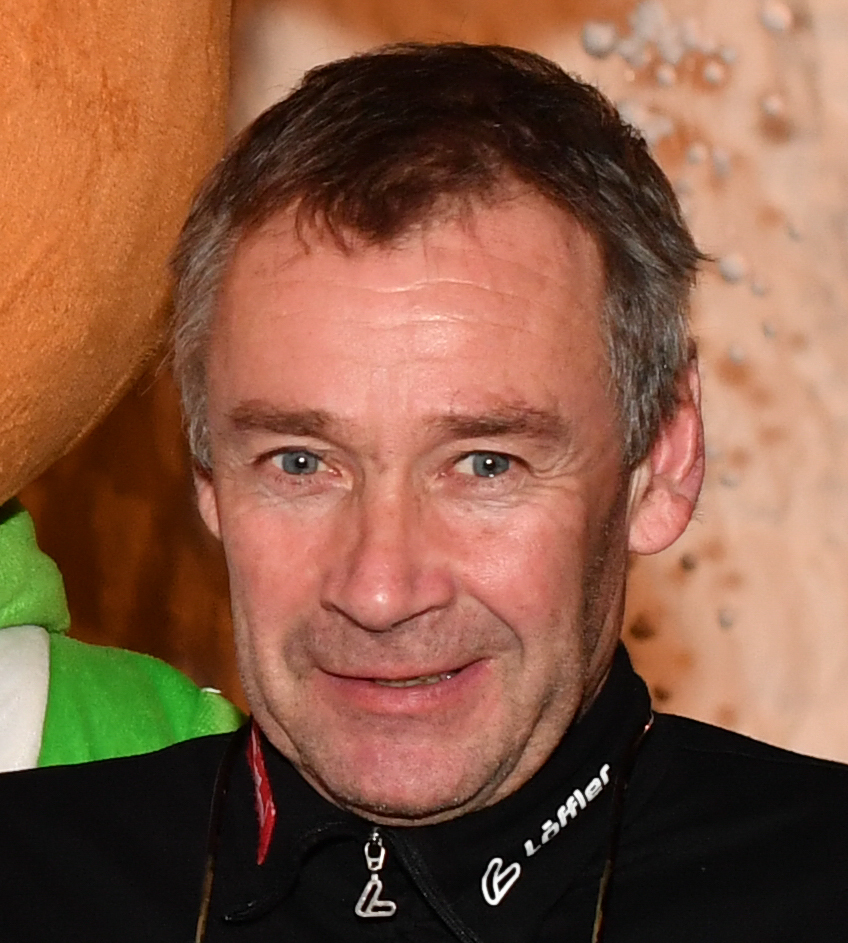
Ernst Vettori zwycięzca 34. Turnieju Czterech Skoczni
Reprezentacja Austrii zwycięzca klasyfikacji generalnej Pucharu Narodów

## Kalendarz i wyniki
| Lp                                                                       | Data                                                                  | Miejscowość                                                           | Punkt K                                                               | Uwagi                                                                 | 1. miejsce                  | 2. miejsce        | 3. miejsce          |
| ------------------------------------------------------------------------ | --------------------------------------------------------------------- | --------------------------------------------------------------------- | --------------------------------------------------------------------- | --------------------------------------------------------------------- | --------------------------- | ----------------- | ------------------- |
| 1.                                                                       | 7 grudnia 1985                                                        | Thunder Bay                                                           | K-89                                                                  | –                                                                     | Primož Ulaga                | Vegard Opaas      | Matti Nykänen       |
| 2.                                                                       | 8 grudnia 1985                                                        | Thunder Bay                                                           | K-120                                                                 | –                                                                     | Primož Ulaga                | Franz Neuländtner | Ernst Vettori       |
| 3.                                                                       | 14 grudnia 1985                                                       | Lake Placid                                                           | K-114                                                                 | –                                                                     | Vegard Opaas                | Primož Ulaga      | Pavel Ploc          |
| 4.                                                                       | 15 grudnia 1985                                                       | Lake Placid                                                           | K-86                                                                  | –                                                                     | Franz Neuländtner           | Ernst Vettori     | Steve Collins       |
| 5.                                                                       | 22 grudnia 1985                                                       | Chamonix                                                              | K-95                                                                  | –                                                                     | Pekka Suorsa                | Jens Weißflog     | Frédéric Berger     |
| 6.                                                                       | 30 grudnia 1985                                                       | Oberstdorf                                                            | K-115                                                                 | TCS                                                                   | Pekka Suorsa                | Franz Neuländtner | Piotr Fijas         |
| 7.                                                                       | 1 stycznia 1986                                                       | Garmisch-Partenkirchen                                                | K-107                                                                 | TCS                                                                   | Pavel Ploc                  | Ernst Vettori     | Primož Ulaga        |
| 8.                                                                       | 4 stycznia 1986                                                       | Innsbruck                                                             | K-109                                                                 | TCS                                                                   | Jari Puikkonen              | Hroar Stjernen    | Anssi Nieminen      |
| 9.                                                                       | 6 stycznia 1986                                                       | Bischofshofen                                                         | K-120                                                                 | TCS                                                                   | Ernst Vettori               | Franz Neuländtner | Rolf Åge Berg       |
| 34. Turniej Czterech Skoczni – klasyfikacja końcowa                      | 34. Turniej Czterech Skoczni – klasyfikacja końcowa                   | 34. Turniej Czterech Skoczni – klasyfikacja końcowa                   | 34. Turniej Czterech Skoczni – klasyfikacja końcowa                   | 34. Turniej Czterech Skoczni – klasyfikacja końcowa                   | Ernst Vettori               | Franz Neuländtner | Jari Puikkonen      |
| 10.                                                                      | 11 stycznia 1986                                                      | Harrachov                                                             | K-120                                                                 | TCz                                                                   | Matti Nykänen               | Ernst Vettori     | Jiří Parma          |
| 11.                                                                      | 12 stycznia 1986                                                      | Liberec                                                               | K-115                                                                 | TCz                                                                   | Piotr Fijas                 | Ernst Vettori     | Ladislav Dluhoš     |
| 23. Turniej Czeski – klasyfikacja końcowa                                | 23. Turniej Czeski – klasyfikacja końcowa                             | 23. Turniej Czeski – klasyfikacja końcowa                             | 23. Turniej Czeski – klasyfikacja końcowa                             | 23. Turniej Czeski – klasyfikacja końcowa                             | Matti Nykänen               | Ernst Vettori     | Jiří Parma          |
| 12.                                                                      | 18 stycznia 1986                                                      | Klingenthal                                                           | K-102                                                                 | –                                                                     | Matti Nykänen               | Primož Ulaga      | Walerij Karietnikow |
| 13.                                                                      | 19 stycznia 1986                                                      | Oberwiesenthal                                                        | K-90                                                                  | –                                                                     | Ulf Findeisen Ernst Vettori |                   | Ingo Lesser         |
| 14.                                                                      | 25 stycznia 1986                                                      | Sapporo                                                               | K-90                                                                  | –                                                                     | Matti Nykänen               | Ladislav Dluhoš   | Pavel Ploc          |
| 15.                                                                      | 26 stycznia 1986                                                      | Sapporo                                                               | K-112                                                                 | –                                                                     | Matti Nykänen               | Ernst Vettori     | Jiří Parma          |
| 16.                                                                      | 15 lutego 1986                                                        | Vikersund                                                             | K-155                                                                 | TLN                                                                   | Andreas Felder              | Matti Nykänen     | Piotr Fijas         |
| 17.                                                                      | 16 lutego 1986                                                        | Vikersund                                                             | K-155                                                                 | TLN                                                                   | Andreas Felder              | Ernst Vettori     | Matti Nykänen       |
| Tydzień Lotów Narciarskich 1986 – klasyfikacja końcowa                   | Tydzień Lotów Narciarskich 1986 – klasyfikacja końcowa                | Tydzień Lotów Narciarskich 1986 – klasyfikacja końcowa                | Tydzień Lotów Narciarskich 1986 – klasyfikacja końcowa                | Tydzień Lotów Narciarskich 1986 – klasyfikacja końcowa                | Andreas Felder              | Matti Nykänen     | Ernst Vettori       |
| 18.                                                                      | 19 lutego 1986                                                        | Sankt Moritz                                                          | K-94                                                                  | TS                                                                    | Rolf Åge Berg               | Andreas Felder    | Miran Tepeš         |
| 19.                                                                      | 21 lutego 1986                                                        | Gstaad                                                                | K-88                                                                  | TS                                                                    | Ernst Vettori               | Rolf Åge Berg     | Matti Nykänen       |
| 20.                                                                      | 23 lutego 1986                                                        | Engelberg                                                             | K-120                                                                 | TS                                                                    | Andreas Felder              | Matti Nykänen     | Vegard Opaas        |
| Turniej Szwajcarski 1986 – klasyfikacja końcowa                          | Turniej Szwajcarski 1986 – klasyfikacja końcowa                       | Turniej Szwajcarski 1986 – klasyfikacja końcowa                       | Turniej Szwajcarski 1986 – klasyfikacja końcowa                       | Turniej Szwajcarski 1986 – klasyfikacja końcowa                       | Rolf Åge Berg               | Matti Nykänen     | Ulf Findeisen       |
| 21.                                                                      | 1 marca 1986                                                          | Lahti                                                                 | K-90                                                                  | ZwL                                                                   | Matti Nykänen               | Jari Puikkonen    | Ernst Vettori       |
| 22.                                                                      | 2 marca 1986                                                          | Lahti                                                                 | K-113                                                                 | ZwL                                                                   | Matti Nykänen               | Pekka Suorsa      | Jiří Parma          |
|                                                                          |                                                                       |                                                                       |                                                                       |                                                                       |                             |                   |                     |
| Mistrzostwa Świata w Lotach Narciarskich 1986 • Tauplitz, 8–9 marca 1986 |                                                                       |                                                                       |                                                                       |                                                                       |                             |                   |                     |
|                                                                          |                                                                       |                                                                       |                                                                       |                                                                       |                             |                   |                     |
| 23.                                                                      | 16 marca 1986                                                         | Oslo                                                                  | K-105                                                                 | HSF                                                                   | Ernst Vettori               | Matti Nykänen     | Andreas Felder      |
| 24.                                                                      | 22 marca 1986                                                         | Planica                                                               | K-90                                                                  | –                                                                     | Matti Nykänen               | Andreas Felder    | Franz Neuländtner   |
| 25.                                                                      | 23 marca 1986                                                         | Planica                                                               | K-120                                                                 | –                                                                     | Ernst Vettori               | Andreas Felder    | Matti Nykänen       |
| Puchar Świata w skokach narciarskich 1985/1986 – klasyfikacja końcowa    | Puchar Świata w skokach narciarskich 1985/1986 – klasyfikacja końcowa | Puchar Świata w skokach narciarskich 1985/1986 – klasyfikacja końcowa | Puchar Świata w skokach narciarskich 1985/1986 – klasyfikacja końcowa | Puchar Świata w skokach narciarskich 1985/1986 – klasyfikacja końcowa | Matti Nykänen               | Ernst Vettori     | Andreas Felder      |

## Klasyfikacje

### Klasyfikacja indywidualna
| Źródło  | Źródło            | Źródło | Źródło |
| Miejsce | Zawodnik          | Punkty |        |
| ------- | ----------------- | ------ | ------ |
| 1.      | Matti Nykänen     | 250    |        |
| 2.      | Ernst Vettori     | 232    |        |
| 3.      | Andreas Felder    | 170    |        |
| 4.      | Franz Neuländtner | 157    |        |
| 5.      | Pekka Suorsa      | 148    |        |
| 6.      | Primož Ulaga      | 145    |        |
| 7.      | Vegard Opaas      | 131    |        |
| 8.      | Rolf Åge Berg     | 129    |        |
| 9.      | Jiří Parma        | 114    |        |
| 10.     | Ladislav Dluhoš   | 101    |        |
| ...     |                   |        |        |

### Klasyfikacja drużynowa
| Źródło  | Źródło            | Źródło | Źródło |
| Miejsce | Reprezentacja     | Punkty |        |
| ------- | ----------------- | ------ | ------ |
| 1.      | Austria           | 730    |        |
| 2.      | Finlandia         | 720    |        |
| 3.      | Norwegia          | 533    |        |
| 4.      | Czechosłowacja    | 401    |        |
| 5.      | Jugosławia        | 317    |        |
| 6.      | NRD               | 220    |        |
| 7.      | Kanada            | 146    |        |
| 8.      | Polska            | 127    |        |
| 9.      | RFN               | 72     |        |
| 10.     | Stany Zjednoczone | 66     |        |
| 11.     | Japonia           | 39     |        |
| 12.     | Francja           | 38     |        |
| 13.     | Włochy            | 30     |        |
| 14.     | ZSRR              | 20     |        |
| 15.     | Szwecja           | 6      |        |